# Pygopleurus vulpes
Pygopleurus vulpes là một loài bọ cánh cứng trong họ Glaphyridae. Loài này được Fabricius miêu tả khoa học năm 1792.